# Larissa Oliveira
Larissa Martins de Oliveira, född 16 februari 1993, är en brasiliansk simmare. 
Oliveira tävlade i fem grenar (100 meter frisim, 200 meter frisim, 4 x 100 meter frisim, 4 x 200 meter frisim och 4 x 100 meter medley) för Brasilien vid olympiska sommarspelen 2016 i Rio de Janeiro.